# Штеффен, Ренато
Рена́то Ште́ффен (нем. Renato Steffen; 3 ноября 1991, Арау, Швейцария) — швейцарский футболист, вингер клуба «Лугано» и сборной Швейцарии. Участник чемпионата мира 2022 и чемпионата Европы 2024.

## Клубная карьера
Штеффен — воспитанник клуба «Тун», за который играл в 2012—2013 годах. 2 сентября 2012 года в матче против «Серветта» дебютировал в национальном чемпионате. 6 октября того же года в матче против «Грассхоппера» забил свой первый гол за «Тун».
1 июля 2013 года за 500 тысяч евро перешёл в «Янг Бойз». В составе «Янг Бойза» стал серебряным призёром чемпионата Швейцарии в сезоне 2014/15. Выступая за «Янг Бойз», сумел сыграть 11 матчей в еврокубках. 31 июля 2014 года в матче третьего отборочного раунда лиги Европы против кипрского клуба «Эрмис» дебютировал в еврокубках. А уже 7 августа в ответном матче против «Эрмиса» забил первый гол в еврокубках.
12 января 2016 года перешёл в «Базель». В сезоне 2017/18 Штеффен перешел в клуб Бундеслиги «Вольфсбург», подписав с клубом контракт до 2021 года.

## Международная карьера
9 октября 2015 года в матче отборочного турнира к чемпионату Европы 2016 против сборной Сан-Марино дебютировал за первую сборную. 25 марта 2023 года в первом матче квалификации к Чемпионату Европы 2024 по футболу оформил хет-трик в ворота сборной Беларуси.

## Достижения
«Янг Бойз»
- Серебряный призёр чемпионата Швейцарии: 2014/15

«Базель»
- Чемпион Швейцарии (2): 2015/16, 2016/17
- Обладатель Кубка Швейцарии: 2016/17